# Paolo Totò
Paolo Totò (Fermo, 22 de enero de 1991) es un ciclista italiano, profesional desde 2016 y que desde 2021 milita en el conjunto Amore & Vita-Prodir.
El Tribunal Nacional Antidopaje italiano lo suspendió por un año después de faltar tres veces en la obligación de localización a la que están sujetos los ciclistas en la lucha contra el dopaje.[cita requerida]

## Palmarés
2014 (como amateur)
- Giro del Casentino

2017
- 1 etapa del Tour de Albania

2018
- GP Laguna[2]

2019
- 1 etapa del Tour de Szeklerland